# Pseudagrion mohelii
Pseudagrion mohelii – gatunek ważki z rodziny łątkowatych (Coenagrionidae).